# スコシア海
スコシア海（スコシアかい、英語: Scotia Sea）は、南緯57度30分、西経40度付近の大西洋と南極海にまたがる海域。スコチア海、スコティア海とも表記する。

## 地理
南アメリカ南端部のフエゴ島、南極半島、サウスジョージア・サウスサンドウィッチ諸島などに囲まれている。南緯60度線を境界として、大西洋と南極海にまたがる。荒天が多く、海域内の島は一部または全部が通年雪または氷に覆われている。

### 島

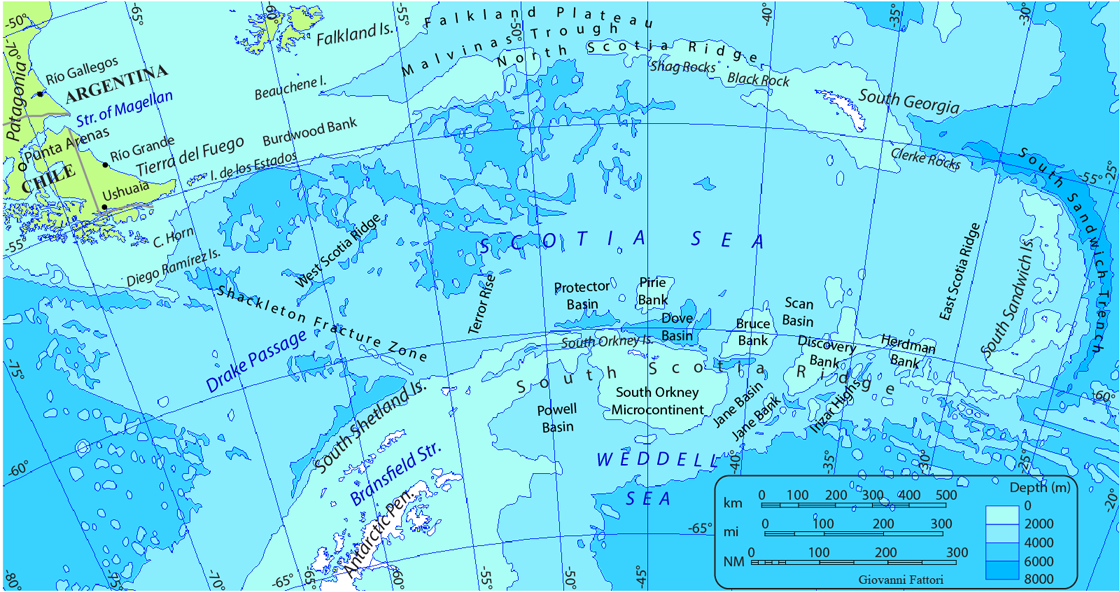
地図

- サウスジョージア島
- サウスサンドウィッチ諸島
- サウスオークニー諸島

## 歴史
1933年に、ウィリアム・スペアズ・ブルースによる探検（1902-04）で使われた船の名前にちなみ命名された。
この海域では、20世紀初頭以降、捕鯨が行われていた。スコシア海は航海上の難所として知られるが、漁業基地・捕鯨基地の存在によって一命をとりとめた例も見受けられる（たとえばアーネスト・シャクルトンなど）。